# Лех П'яновський
Лех Анджей П'яновський (пол. Lech Pijanowski, Польська вимова: [lɛx ˈandʐɛj pijaˈnɔfski]; 26 липня 1928, Варшава — 6 січня 1974, Варшава) — польський кінокритик, телеведучий, режисер, сценарист і популяризатор ігор.

## Біографія
Автор сценаріїв низки художніх, документальних і, особливо після 1963 року, анімаційних фільмів (таких як: Картотека, Bzz, Я і Він). Також режисер документального кіно («Привиди ґміни Белда», «Процес»).
У четверговому додатку до Życie Warszawy (укр. Життя Варшави, газета) під назвою Życie i Nowoczesność (укр. Життя і сучасність) вів постійну рубрику «Приємності ламати голову», присвячену логічним головоломкам і головоломкам, і постійний розділ «Логічні ігри» в місячнику «Проблеми».

## Особисте життя
Батько Войцеха Піяновського та чоловік актриси Майї Броневської (прийомної дочки поета Владислава Броневського). Похований на Повонзківському цвинтарі.

## Ігри
Піяновський зробив внесок у гру Lap, у розробку Battleship, до A Gamut of Games, редагованої Сідом Саксоном. У цій грі кожен гравець таємно ділить сітку 8×8 клітинок на чотири сектори рівно по 16 суміжних квадратів. Кожен гравець по черзі збирає підказки, запитуючи свого опонента, скільки клітинок у певному квадраті 2×2 належить кожному сектору. Перший гравець, який правильно визначить розстановку суперника, виграє гру.

## Фільми
Режисер:
- 1950 Dzisiejsza gazeta
- 1955 Dyspozycja mocy
- 1955 Od Wrocławia

Сценарії:
- 1961 Droga na zachód (Дорога на захід)
- 1964 Barbara i Jan (серіал)
- 1971 Kłopotliwy gość (неприємний відвідувач)